# Managua
Managua este capitala republicii Nicaragua, precum și reședința departamentului și municipiului cu același nume. Este cel mai mare oraș din Nicaragua după numărul populației și întinderea geografică. Situat în partea de Sud-Vest a Lacului Xolotlán sau Lacul Managua, orașul a fost declarat capitală națională în anul 1852. Până atunci, statutul de capitală l-au avut pe rând orașele León și Granada. Managua are o populație metropolitană de aproximativ 2.407.000 de locuitori, compusă predominant din populație mestizo și albi de descendență spaniolă și germană în minoritate. Managua este al doilea cel mai populat oraș din America Centrală, după Guatemala City.

## Istorie
Managua își datorează apariția unui grup de amerindieni care, în urmă cu 10.000 de ani, au poposit pe malurile lacului omonim, unde au ridicat o așezare. Când în secolul al XVI-lea, spaniolii au sosit în regiune, amerindienii nu i-au întâmpinat pe conchistadori cu brațele deschise și au pus mâna pe arme. Soldații au pus capăt rezistenței fără milă și au ras așezarea de pe fața pământului. Timp de multe decenii, mânia spaniolilor a rămas îndreptată asupra metropolei nesupuse, fapt de pe urma căruia au profitat alte orașe îndepărtate, nou-înființate: León la Nord-Vest și Granada la Sud-Est. Ele s-au bucurat de o mult mai mare apreciere din partea cuceritorilor. În 1811, fosta capitală amerindiană a primit numele răsunător de Villa Real de Santiago de Managua, căpătând drepturi de oraș abia în 1846. După 11 ani, ea a fost ridicată pe neașteptate la rangul de centru urban principal al statului Nicaragua, atunci când rivalele sale, Leon și Granada, nu au putut cădea de acord în această problemă. Managua, amplasată exact la jumătatea drumului dintre cele două metropole, își datorează deci prestigiul de capitală amplasării fericite. Seismele din anii 1931 și 1972 au arătat însă că atuul aparent s-a dovedit o greșeală cu consecințe fatale.
Ani îndelungați, Managua s-a refăcut după distrugerile provocate de puternicul seism care a lovit orașul în anul 1972. În prezent, marea problemă a orașului o constituie valurile de nou-veniți, care sosesc fără încetare din interiorul țării.

## Descriere
Aici nu există niciun edificiu demn de reținut, locuri care ar putea servi drept puncte de reper, nici monumente sau grupuri de străzi, nici colțuri pitorești, nici piețe. În oraș nu există nimic care să atragă atenția. Majoritatea locuitorilor din Managua trăiesc în case cu un singur etaj și cu o singură încăpere, care alcătuiesc conglomerate nesfârșite și haotice, în cartiere împrăștiate la distanță unul de celălalt în jurul centrului - un parc sălbăticit, plin de fluturi, de flori și de ruine. Întregul lasă impresia neasemuită de amestec între un poligon militar și o pădure primordială." Astfel descrie Managua scriitorul și actorul Franz Xaver Kroetz, în jurnalul său din 1985. Haosul care domnește în acest „non-oraș" este rezultatul cutremurului cumplit care s-a abătut asupra orașului Managua cu 13 ani înainte de anul în care scria autorul. Capitala statului Nicaragua s-a transformat atunci în moloz, iar 10.000 de locuitori și-au pierdut viața. Fostul centru se afla la o altitudine de numai 70 m, fiind amplasat exact deasupra locului în care plăcile tectonice se ciocnesc. După teribilul cutremur de pământ, cartierele noi au fost ridicate în jurul perimetrului de clădiri distruse.
Deși războiul civil, care a escaladat în Nicaragua la începutul anilor '80 ai secolului al XX-lea între Frontul Sandinist de Eliberare Națională și trupele înarmate ale opoziției, s-a încheiat în 1988 cu un acord de depunere a armelor, infrastructura capitalei nu a fost nici în prezent îmbunătățită. La sfârșitul anilor '90 ai secolului trecut, inflația a scăzut și în țară și-au făcut apariția investitorii străini. Managua a început să revină încet la normalitate, iar turismul a crescut șansele de dezvoltare rapidă. O mare problemă continuă să o reprezinte însă afluxul permanent către capitală al locuitorilor satelor nicaraguane, aflați în căutare de lucru.

## Economia
Managua este centrul economic, cultural și de servicii al statului Nicaragua. 
Industrie: ușoară (textilă), alimentară (fabrici de zahăr, fabrici de bere), rafinărie de petrol.

## Pe scurt
- Capitala statului Nicaragua
- Limbă: spaniolă
- Religia: catolicism
- Monedă: cordoba
- Lac: Managua (1.489 km2)
- Aeroport: Managua
- Suprafața: 100 km2
- Populația: 1.098.000 loc. (2003) (1.600.000 loc. în aglomerația urbană)
- Densitatea populației: 10.980 loc/km2

## Climă
Clima orașului precum și a întregii țări este tropicală. Temperatura medie multianuală este de +27,2°C. Sezonul ploios durează din iulie până în octombrie. Cantitatea medie multianuală de precipitații este de 2.400 mm.
| Date climatice pentru Managua, Nicaragua | Date climatice pentru Managua, Nicaragua | Date climatice pentru Managua, Nicaragua | Date climatice pentru Managua, Nicaragua | Date climatice pentru Managua, Nicaragua | Date climatice pentru Managua, Nicaragua | Date climatice pentru Managua, Nicaragua | Date climatice pentru Managua, Nicaragua | Date climatice pentru Managua, Nicaragua | Date climatice pentru Managua, Nicaragua | Date climatice pentru Managua, Nicaragua | Date climatice pentru Managua, Nicaragua | Date climatice pentru Managua, Nicaragua | Date climatice pentru Managua, Nicaragua |
| Luna                                     | Ian                                      | Feb                                      | Mar                                      | Apr                                      | Mai                                      | Iun                                      | Iul                                      | Aug                                      | Sep                                      | Oct                                      | Nov                                      | Dec                                      | Anual                                    |
| ---------------------------------------- | ---------------------------------------- | ---------------------------------------- | ---------------------------------------- | ---------------------------------------- | ---------------------------------------- | ---------------------------------------- | ---------------------------------------- | ---------------------------------------- | ---------------------------------------- | ---------------------------------------- | ---------------------------------------- | ---------------------------------------- | ---------------------------------------- |
| Maxima medie °C (°F)                     | 31.0 (87,8)                              | 32.1 (89,8)                              | 33.6 (92,5)                              | 34.3 (93,7)                              | 34.0 (93,2)                              | 31.4 (88,5)                              | 30.9 (87,6)                              | 31.4 (88,5)                              | 30.3 (86,5)                              | 30.8 (87,4)                              | 30.6 (87,1)                              | 30.8 (87,4)                              | 31,8 (89,2)                              |
| Minima medie °C (°F)                     | 20.4 (68,7)                              | 20.6 (69,1)                              | 21.7 (71,1)                              | 22.6 (72,7)                              | 23.4 (74,1)                              | 23.0 (73,4)                              | 22.6 (72,7)                              | 22.4 (72,3)                              | 22.2 (72)                                | 22.1 (71,8)                              | 20.9 (69,6)                              | 20.0 (68)                                | 21,8 (71,2)                              |
| Ploaie mm (inches)                       | 9 (0.35)                                 | 5 (0.2)                                  | 3 (0.12)                                 | 8 (0.31)                                 | 130 (5.12)                               | 224 (8.82)                               | 144 (5.67)                               | 136 (5.35)                               | 215 (8.46)                               | 280 (11.02)                              | 42 (1.65)                                | 8 (0.31)                                 | 1.204 (47,4)                             |
| Umiditate [%]                            | 69                                       | 64                                       | 62                                       | 61                                       | 70                                       | 80                                       | 79                                       | 81                                       | 82                                       | 83                                       | 78                                       | 73                                       | 73,5                                     |
| Nr. mediu de zile ploioase (≥ 1.0 mm)    | 1                                        | 0                                        | 0                                        | 0                                        | 11                                       | 13                                       | 15                                       | 15                                       | 15                                       | 15                                       | 5                                        | 0                                        | 90                                       |
| Ore însorite                             | 263.5                                    | 254.2                                    | 291.4                                    | 276.0                                    | 229.4                                    | 186.0                                    | 151.9                                    | 195.3                                    | 210.0                                    | 223.2                                    | 231.0                                    | 248.0                                    | 2.759,9                                  |
| Sursă: Wetter Spiegel online             |                                          |                                          |                                          |                                          |                                          |                                          |                                          |                                          |                                          |                                          |                                          |                                          |                                          |

## Atracții turistice
Muzeul Național, Huellas de Acahualinca (Muzeul de Arheologie), piața centrală, Catedrala Veche (afectată de cutremur), Catedrala Nouă.

## Religia
Religia predominantă este cea romano-catolică, în timp ce o parte din populație rămâne credincioasă tradițiilor indigene sudamericane și mexicane. În timpul războiului civil, preoții catolici au condus lupta oratorică împotriva polițiilor guvernamentale, în vreme ce liderii și călugării au fost de partea sandiniștilor în speranța că aceștia vor putea îmbunătăți viața nicaraguanilor.

## Alte informații importante
1. Multe case, străzi și piețe din Managua poartă în prezent două nume: unul din perioada presandinistă, celălalt din perioada postsandinistă.
2. După câștigarea alegerilor prezidențiale din 1996, cârma guvernului din Nicaragua a fost preluată de candidatul dreptei, Arnoldo Alemân Lacayo, un adversar al fostului șef al statului, Daniel Ortega. Acesta din urmă a revenit însă în fruntea statului în ianuarie 2007.
3. Cinicii numesc Managua „capitala Rock 'n' rollului", făcând aluzie la seismele puternice care lovesc orașul.
4. Catedrala Nouă a fost ridicată în 1993. „Regele pizzei" din oraș, Tom Monaghan, i-a îndemnat pe locuitorii capitalei să facă donații pentru edificiu, folosind sloganul: „Dacă voi dați un dolar, eu dau cinci".